# Max Weinhold

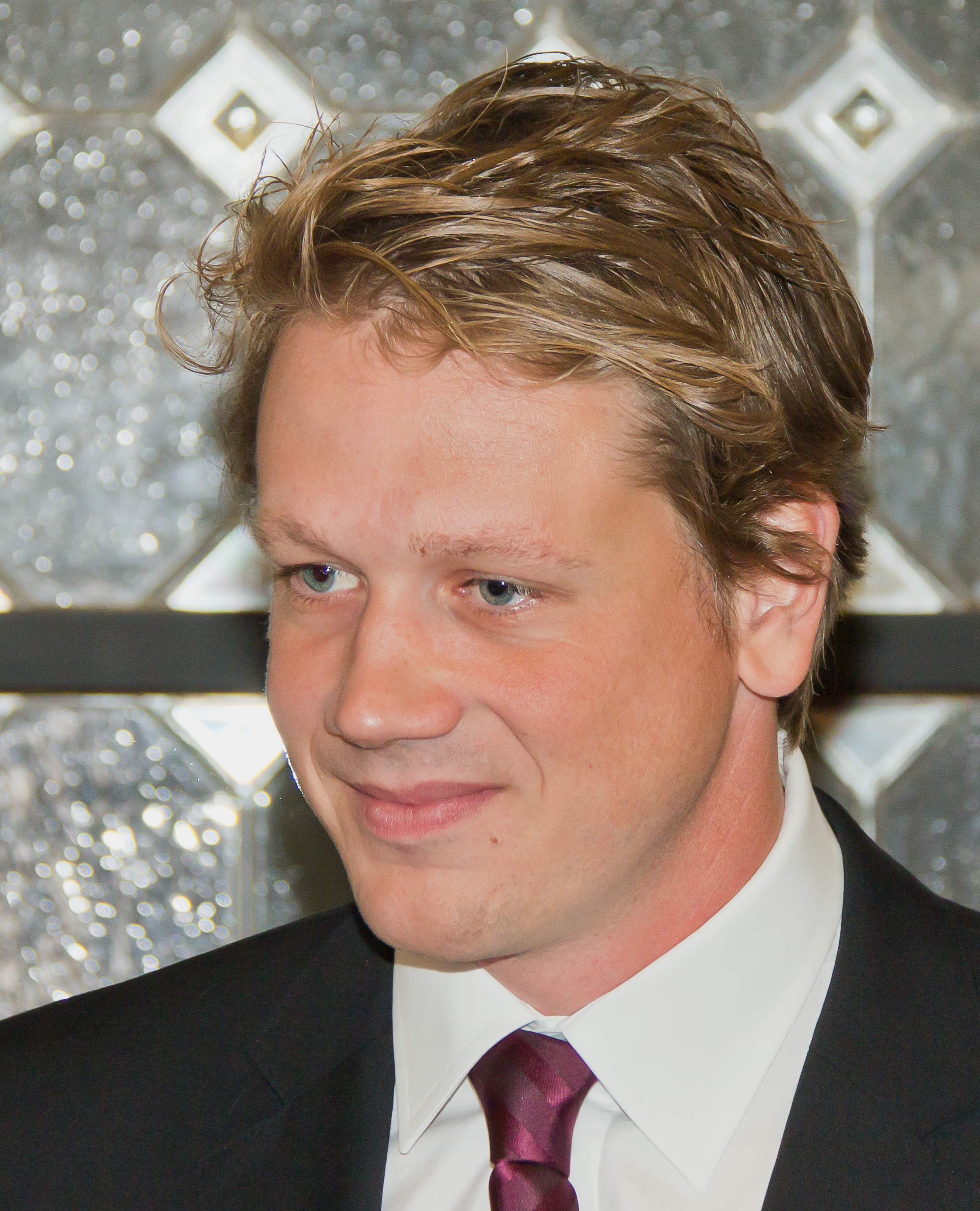
Max Weinhold, 2012

Johannes-Maximilian „Max“ Weinhold (* 30. April 1982 in München) ist ein ehemaliger deutscher Hockeyspieler. Er war der Torwart der deutschen Nationalmannschaft, die 2008 und 2012 Olympiasieger wurde.
Max Weinhold und sein Bruder Philipp begleiteten ihren Vater von klein auf zum Münchner Sportclub, wo der Vater Hockey spielte. Beide begannen dann selbst beim Münchner SC mit dem Hockeysport. 2003 und 2006 war Max Weinhold am Gewinn des deutschen Hallenmeistertitels beteiligt, 2004 gewannen die Münchner auch den Europapokal in der Halle. Über den Limburger HC und Schwarz-Weiß Köln gelangte Weinhold zu Rot-Weiss Köln, mit dem er 2009, 2010 und 2013 im Freien deutscher Meister wurde. In der Halle war er mit den Kölnern 2009 und 2012 erfolgreich.
Weinhold debütierte bereits 2003 in der deutschen Hockeynationalmannschaft. Weinhold spielte sowohl beim Gewinn der Halleneuropameisterschaft 2006 als auch beim Gewinn der Hallenweltmeisterschaft 2007 im deutschen Team. Im Freien war er beim Gewinn der FIH Champions Trophy 2007 dabei. Für die Olympischen Spiele in Peking wurde Weinhold als einziger deutscher Torwart nominiert. Christian Schulte reiste als Ersatzmann für den Fall mit, dass Weinhold sich ernsthaft verletzen sollte. Bei diesen Sommerspielen gelang Weinhold 2008 mit der deutschen Mannschaft der Finaleinzug, wobei Weinhold im Siebenmeterschießen des Halbfinales drei Siebenmeter hielt, unter anderem auch den entscheidenden Siebenmeter des Niederländers Taeke Taekema. Im Finale gegen Spanien siegte das deutsche Team mit 1:0 und wurde Olympiasieger.
Nach dem Olympiasieg war Weinhold an weiteren Erfolgen der deutschen Hockeynationalmannschaft beteiligt: Er war 2009 Europameisterschaftszweiter hinter England und 2010 in Indien Weltmeisterschaftszweiter hinter Australien. Bei der Europameisterschaft 2011 in Mönchengladbach siegte er mit der deutschen Mannschaft im Finale gegen die Niederlande. 2012 wiederholte er seinen Triumph von Peking und gewann mit der Mannschaft Gold bei den Olympischen Spielen in London. Anschließend beendete er seine Karriere in der Nationalmannschaft und ein Jahr später in der Bundesliga nach dem Gewinn der deutschen Meisterschaft mit Rot-Weiß Köln. Beim Hamburger Polo Club war er anschließend noch als Feldspieler aktiv.
Max Weinhold hat 99 Länderspiele absolviert, davon fünf in der Halle. Bei einer Körpergröße von 1,96 m betrug sein Wettkampfgewicht 99 kg. Für seine sportlichen Erfolge erhielt er 2008 und 2012 das Silberne Lorbeerblatt.
Max Weinhold studierte an der Deutschen Sporthochschule Köln.